# Cosmic Explorer
Cosmic Explorer (стилизирано като COSMIC EXPLORER) е петият студиен албум на японското трио „Парфюм“, издаден на 6 април 2016 г. от музикалната компания Universal J и Perfume Records. От албума сингли стават следните песни: Sweet Refrain, Cling Cling, Relax in the City/Pick Me Up, Star Train и Flash.

## Песни
Всички песни са композирани и написани от Ястака Наката.
| 1.    | Navigate                    | 1:19 |
| 2.    | Cosmic Explorer             | 5:22 |
| 3.    | Miracle Worker              | 3:39 |
| 4.    | Next Stage with You         | 4:38 |
| 5.    | Story (Album-mix)           | 5:22 |
| 6.    | Flash (Album-mix)           | 4:35 |
| 7.    | Sweet Refrain (Album-mix)   | 4:41 |
| 8.    | Baby Face                   | 4:00 |
| 9.    | Tokimeki Lights (Album-mix) | 4:23 |
| 10.   | Star Train (Album-mix)      | 4:42 |
| 11.   | Relax in the City           | 4:15 |
| 12.   | Pick Me Up                  | 3:51 |
| 13.   | Cling Cling (Album-mix)     | 3:53 |
| 14.   | Hold Your Hand              | 3:36 |
| 58:35 |                             |      |

|  | Тази страница частично или изцяло представлява превод на страницата Cosmic Explorer в Уикипедия на английски. Оригиналният текст, както и този превод, са защитени от Лиценза „Криейтив Комънс – Признание – Споделяне на споделеното“, а за съдържание, създадено преди юни 2009 година – от Лиценза за свободна документация на ГНУ. Прегледайте историята на редакциите на оригиналната страница, както и на преводната страница, за да видите списъка на съавторите. ВАЖНО: Този шаблон се отнася единствено до авторските права върху съдържанието на статията. Добавянето му не отменя изискването да се посочват конкретни източници на твърденията, които да бъдат благонадеждни. |